# Genga
Genga este o comună din provincia Ancona, regiunea Marche, Italia, cu o populație de 1938 locuitori și o suprafață de 73,16 km².

## Demografie
Genga - evoluția demografică

|  | Graficele sunt indisponibile din cauza unor probleme tehnice. Mai multe informații se găsesc la Phabricator și la wiki-ul MediaWiki. |

Date: Recensăminte sau birourile de statistică - grafică realizată de Wikipedia